# Saint-Ignace-de-Stanbridge
Pour les articles homonymes, voir Saint-Ignace et Stanbridge.
Saint-Ignace-de-Stanbridge est une municipalité canadienne du Québec, située dans la municipalité régionale de comté de Brome-Missisquoi et dans la région administrative de l'Estrie. Elle est nommée en l'honneur d'Ignace d'Antioche.

## Géographie
La municipalité de Saint-Ignace-de-Stanbridge, plus souvent qu'autrement abrégé en Saint-Ignace, est située dans la région de la Montérégie, à une dizaine de kilomètres à l'ouest de Cowansville, au sud de Farnham. La municipalité se retrouve entre Sainte-Sabine et Bedford.

## Toponymie
L’élément Stanbridge, présent dans le nom de la municipalité, souligne la présence du village dans le canton du même nom. Au XIXe siècle, Mystic, hameau localisé sur le territoire de la municipalité, connaît une grande activité industrielle alors que le fils de Salomon Walbridge construit en 1864, une fonderie et un atelier de travail du métal. Pour aider au fonctionnement de ces deux nouveautés, on construira en 1868 un barrage sur le ruisseau Walbridge.

## Histoire
Le village de Saint-Ignace a vu ses premiers colons débarquer sur son territoire vers les années 1810. Les premiers habitants la nomment alors Stone Settlement. La mission de Saint-Ignace est établie catholiquement en 1873 et trois ans plus tard, elle deviendra la paroisse de Saint-Ignace.

### Chronologie municipale
- 18 octobre 2008: Saint-Ignace-de-Stanbridge change son statut de municipalité de paroisse pour celui de municipalité[2].

## Démographie
| 1991 | 1996 | 2001 | 2006 | 2011 | 2016 | 2021 |
| ---- | ---- | ---- | ---- | ---- | ---- | ---- |
| 717  | 692  | 679  | 631  | 638  | 676  | 677  |

## Administration
Les élections municipales se font en bloc pour le maire et les six conseillers.
Décès du Maire Albert Santerre en 2019
Dominique Martel élue par acclamation en avril 2019 
| Saint-Ignace-de-Stanbridge Maires depuis 2002                                                                        |                  |         |          |
| Élection | Maire            | Qualité | Résultat |
| 2002 | Albert Santerre  |         | Voir     |
| 2005 | Albert Santerre  | Voir    |          |
| 2009 | Albert Santerre  | Voir    |          |
| 2013 | Albert Santerre  | Voir    |          |
| 2017 | Albert Santerre  | Voir    |          |
| 2019 | Dominique Martel |         | Voir     |
| 2021 | Dominique Martel | Voir    |          |
| Élection partielle en italique Depuis 2005, les élections sont simultanées dans toutes les municipalités québécoises |                  |         |          |